# Ashton Hayes
Ashton Hayes är en ort i civil parish Ashton Hayes and Horton-cum-Peel, i distriktet Cheshire West and Chester, Storbritannien. Det ligger i grevskapet Cheshire och riksdelen England, i den södra delen av landet, 260 km nordväst om huvudstaden London. Ashton/Ashton Hayes var en civil parish 1866–2015 när blev den en del av Ashton Hayes & Horton cum Peel och Mouldsworth. Civil parish hade 936 invånare år 2011. Byn nämndes i Domedagsboken (Domesday Book) år 1086, och kallades då Estone.